# Liometopum lindgreeni
Liometopum lindgreeni é uma espécie de formiga do gênero Liometopum.